# II. třída okresu Znojmo 2003/2004
V soubojích fotbalové II. třídy okresu Znojmo 2003/2004, jedné ze skupin 8. nejvyšší fotbalové soutěže, se utkalo 14 týmů dvoukolovým systémem podzim – jaro. Tento ročník skončil v červnu 2004. Postup do I. B třídy Jihomoravského kraje 2004/2005 si zajistil vítězný tým FC Moulin Rouge Znojmo. Do III. třídy okresu Znojmo 2004/2005 sestoupil poslední tým TJ Sokol Blížkovice. 

## Výsledná tabulka
| Poř. | Tým                        | Z  | V  | R  | P  | VG | OG | B  |
| ---- | -------------------------- | -- | -- | -- | -- | -- | -- | -- |
| 1.   | FC Moulin Rouge Znojmo     | 26 | 17 | 6  | 3  | 82 | 32 | 57 |
| 2.   | SK Tatran Šatov            | 26 | 16 | 2  | 8  | 62 | 32 | 50 |
| 3.   | FC Rakšice                 | 26 | 11 | 6  | 9  | 38 | 33 | 39 |
| 4.   | SFK Slup                   | 26 | 10 | 7  | 9  | 39 | 42 | 37 |
| 5.   | Sokol Olbramovice          | 26 | 9  | 9  | 8  | 48 | 40 | 36 |
| 6.   | TJ Horní Kounice           | 26 | 9  | 8  | 9  | 49 | 88 | 35 |
| 7.   | Sokol Višňové              | 26 | 10 | 5  | 11 | 47 | 47 | 35 |
| 8.   | SK Sokol Jaroslavice       | 26 | 9  | 7  | 10 | 57 | 61 | 34 |
| 9.   | FK Práče                   | 26 | 7  | 10 | 9  | 39 | 55 | 31 |
| 10.  | TJ Sokol Tasovice „B“      | 26 | 8  | 6  | 12 | 42 | 51 | 30 |
| 11.  | FC Miroslav „B“            | 26 | 8  | 6  | 12 | 36 | 59 | 30 |
| 12.  | FK Dynamo Oleksovice       | 26 | 7  | 8  | 11 | 49 | 52 | 29 |
| 13.  | TJ Družstevník Hostěradice | 26 | 6  | 11 | 9  | 49 | 52 | 29 |
| 14.  | TJ Sokol Blížkovice        | 26 | 6  | 7  | 13 | 25 | 58 | 25 |

Poznámky:
- Z = Odehrané zápasy; V = Vítězství; R = Remízy; P = Prohry; VG = Vstřelené góly; OG = Obdržené góly; B = Body; (S) = Mužstvo sestoupivší z vyšší soutěže; (N) = Mužstvo postoupivší z nižší soutěže (nováček)

|  | Postup do I. B třídy Jihomoravského kraje 2004/2005 |
|  | Sestup do III. třídy okresu Znojmo 2004/2005        |